# BeagLand
『Beagland』（ビーグランド）は、ビーグルクルーの6枚目のアルバムである。2017年6月14日発売。発売元はANIMAL MUSIC JAPAN。

## 概要
- ビーグルクルーとして6枚目のアルバムである。

## 収録曲

### CD
1. intro〜Beagland〜
2. Try again
3. 桜〜この街の襷〜
4. Treasure
5. クレヨン
6. 愛のセレナーデ
7. 吾輩は犬である。
8. Feel you
9. 光と影
10. ぼくのハート
11. 白波